# Ciruelos (Toledo)
Ciruelos es un municipio y localidad española de la provincia de Toledo, en la comunidad autónoma de Castilla-La Mancha. El término municipal tiene una población de 679 habitantes (INE 2024).

## Toponimia
El término Ciruelos podría derivarse de San Ciruelo aunque es más probable que proceda del latín cereola, abreviatura de cereola pruna, ciruela de color de cera, que a su vez es diminutivo de cereus, céreo. Otra procedencia posible es la del uso del término del latín ceratum (blando, tierno como la cera), refiriéndose este término a la fertilidad de sus tierras de labor, dedicadas al cultivo de cereales, viñedos y olivos, posiblemente desde la antigüedad. 
A lo largo de la historia, la población ha tenido diferentes nombres: Perusa en el siglo IX, Cirilos en el siglo XII, Villarreal, Ceruelo y Ciruelas en el siglo XVII y  Cirolillos a finales del siglo XVIII.

## Geografía
El municipio se encuentra situado en la comarca de Mesa de Ocaña y linda con las poblaciones de Aranjuez en la provincia de Madrid y Ocaña y Yepes en la de Toledo.

## Historia
Su existencia data del año 803. En 1150, Alfonso VII dona la población a Pelayo Pérez de Frómista y a Pedro Díaz Marrón. Más tarde lo cederían a Raimundo de Fitero, abad de Fítero (Navarra), fundador de la Orden de Calatrava y de la que fuera Gran Maestre, hasta que pasó a depender de Toledo.
En la iglesia parroquial dedicada a la Asunción de Nuestra Señora, se encuentra el sepulcro de San Raimundo, Abad de Fitero, que murió en esta villa en 1163. El sepulcro fue pagado por Carlos III en 1768, cuando fue trasladado el cuerpo del santo al convento del Monte-Sion de Toledo.
En el siglo XII formaba parte de la antigua villa de Otos, cedida por Alfonso VII de León en 1132 a Haym Avenzadoch y a Aleazar, y en 1150 al concilio de San Miguel. En 1178 pasaría a manos de la Orden de Calatrava, donada por Alfonso VIII de Castilla.
A mediados del siglo XIX el presupuesto municipal ascendía a 7000 reales de los cuales 3000 eran para pagar al secretario. Su industria consistía en una fábrica de jabón y en dos molinos de aceite.
Hasta la reforma de la nomenclatura municipal de 1916 el municipio se llamaba Ciruelos ó Villarreal. En dicha fecha su nombre fue modificado por el de Ciruelos.
En esta localidad se rodó casi íntegramente la película ¿Quién puede matar a un niño?, dirigida por Narciso Ibáñez Serrador en 1976. También se filmaron en sus calles varias escenas de la película ¿Qué nos importa la revolución?, protagonizada por Vittorio Gassman. 

## Demografía
Cuenta con una población de 679 habitantes (INE 2024).

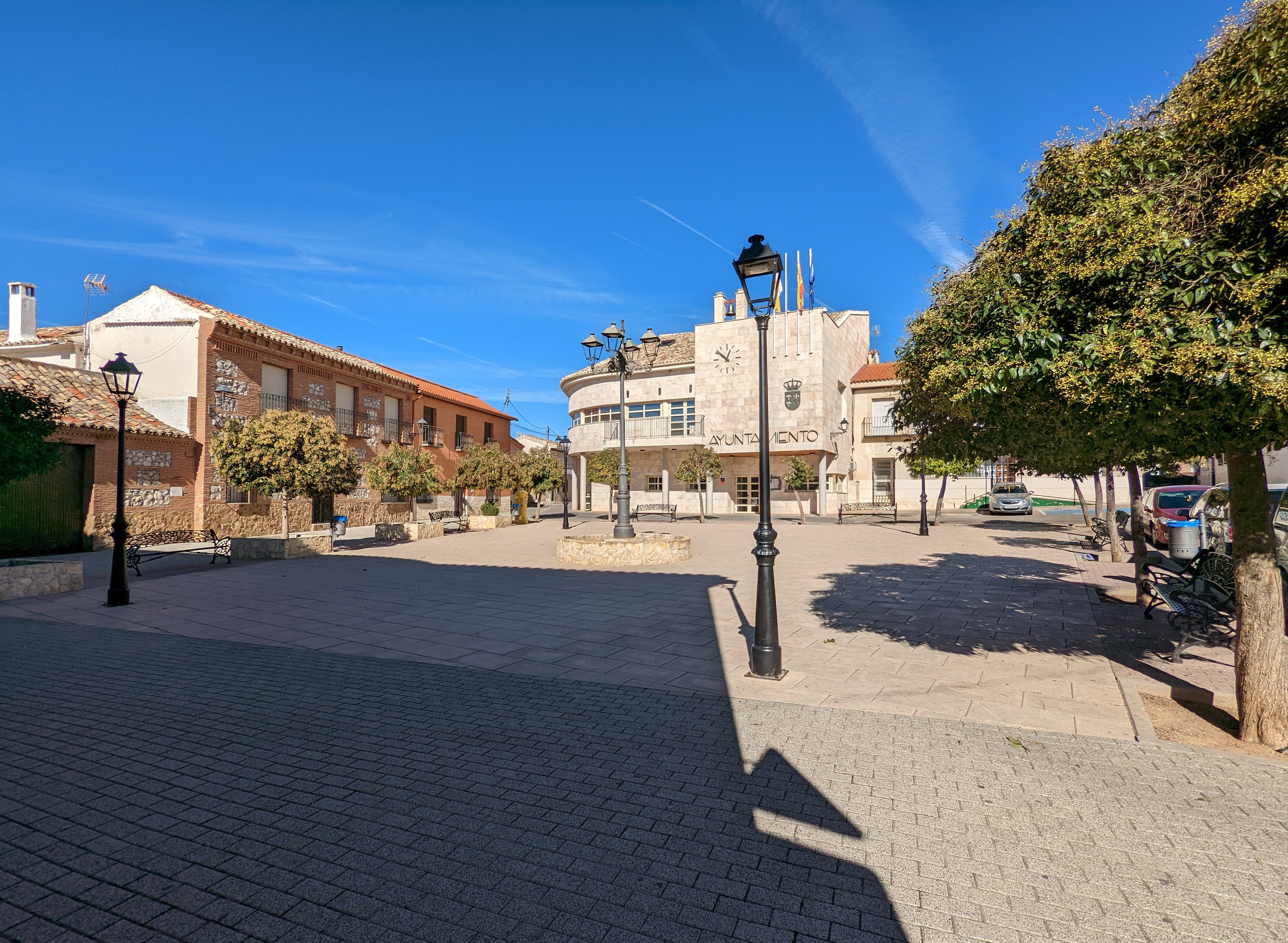
Plaza de España

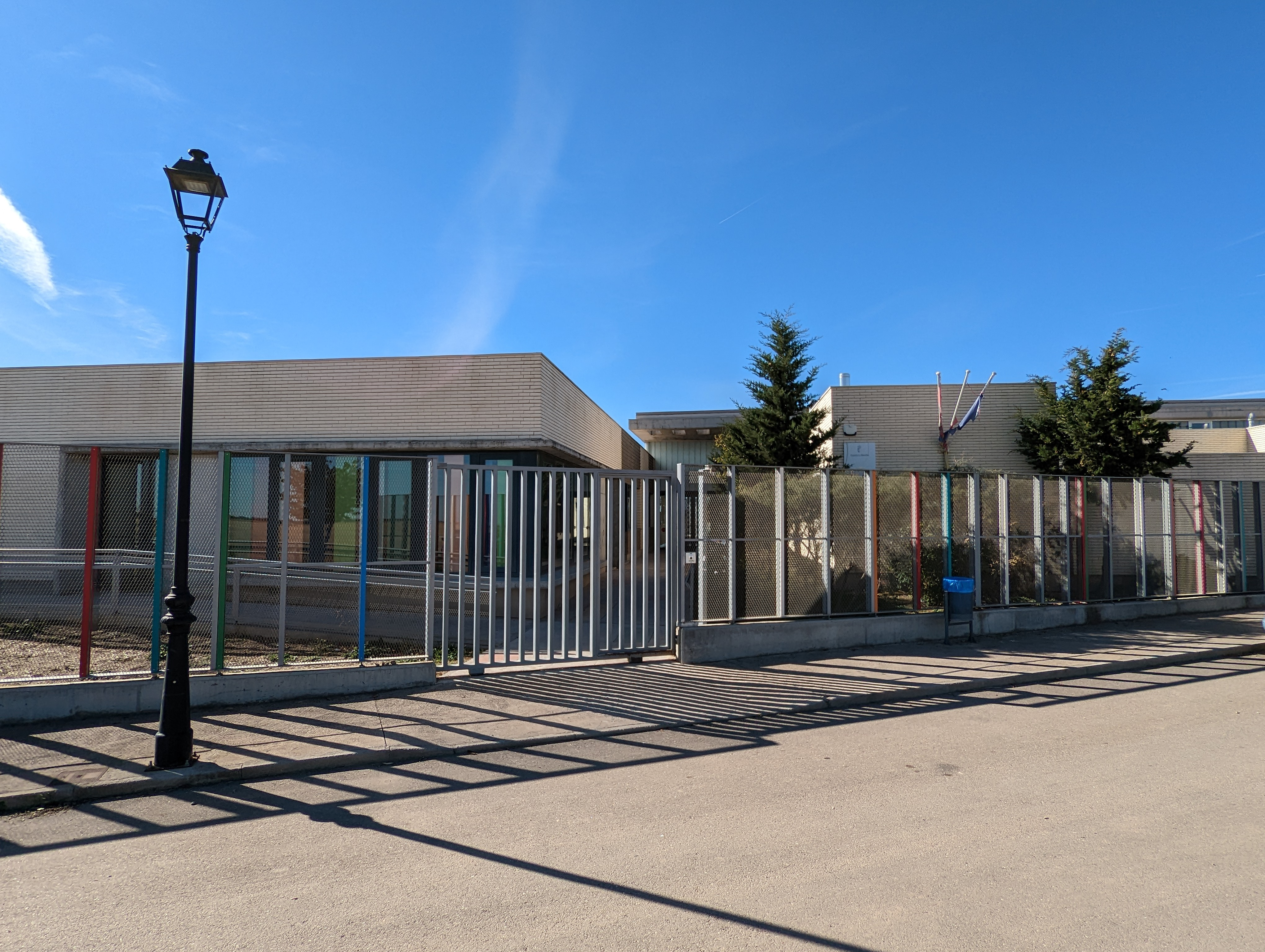
Colegio Santísimo Cristo de la Misericordia

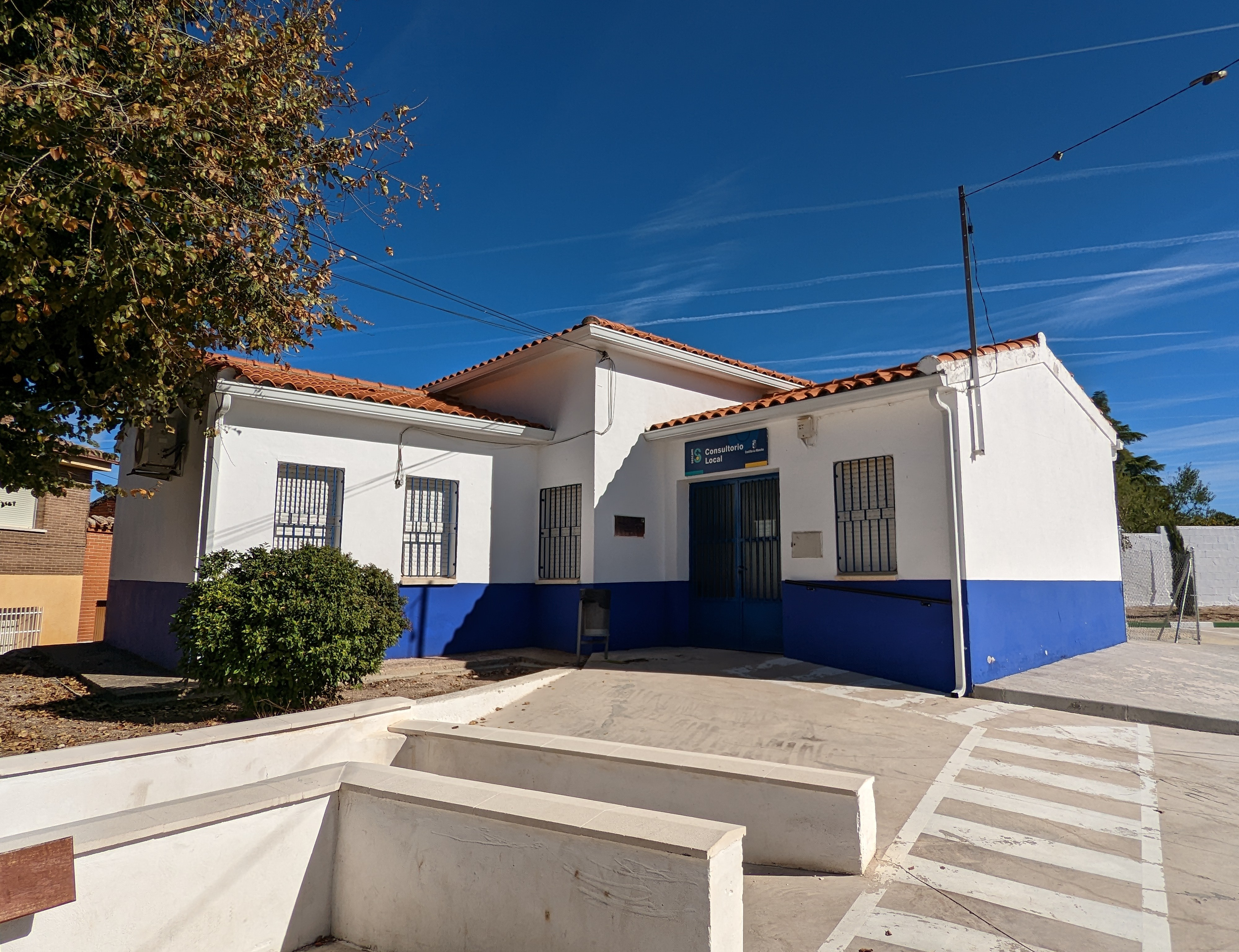
Consultorio médico

| Gráfica de evolución demográfica de Ciruelos entre 1842 y 2021 |
| |
| Población de derecho según los censos de población del INE Población de hecho según los censos de población del INEEn estos censos se denominaba Ciruelos o Villarreal: 1842, 1860, 1877, 1887, 1897, 1900 y 1910 En este censo se denominaba Villarreal o Ciruelos: 1857 |

## Administración
| Periodo   | Nombre                             | Partido |
| --------- | ---------------------------------- | ------- |

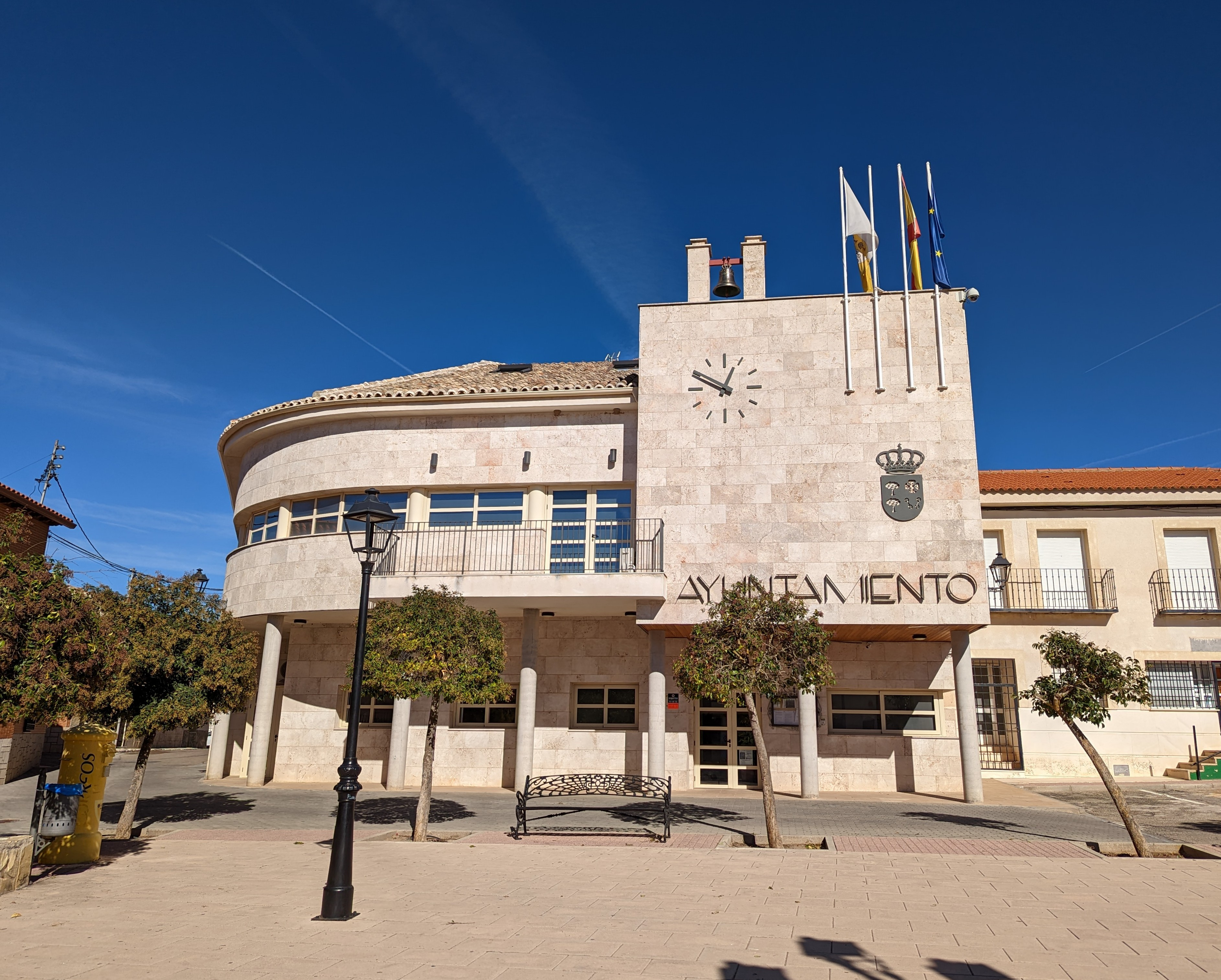
Casa consistorial

| 1979-1983 | Eulogio Jiménez Hontalba           | UCD     |
| 1983-1987 | Gregorio Ampudia Ampudia           | AP      |
| 1987-1991 | Victorio Huerta García-Suelto      | PP      |
| 1991-1995 | Victorio Huerta García-Suelto      | PP      |
| 1995-1999 | Victorio Huerta García-Suelto      | PP      |
| 1999-2003 | Juan Manuel García-Esteban Serrano | PP      |
| 2003-2007 | Juan Manuel García-Esteban Serrano | PP      |
| 2007-2011 | Juan Manuel García-Esteban Serrano | PP      |
| 2011-2015 | Juan Manuel García-Esteban Serrano | PP      |
| 2015-2019 | Antonio Téllez Montiel             | PP      |
| 2019-2023 | Ángel Luis Del Sol Aguirre         | PSOE    |

## Patrimonio

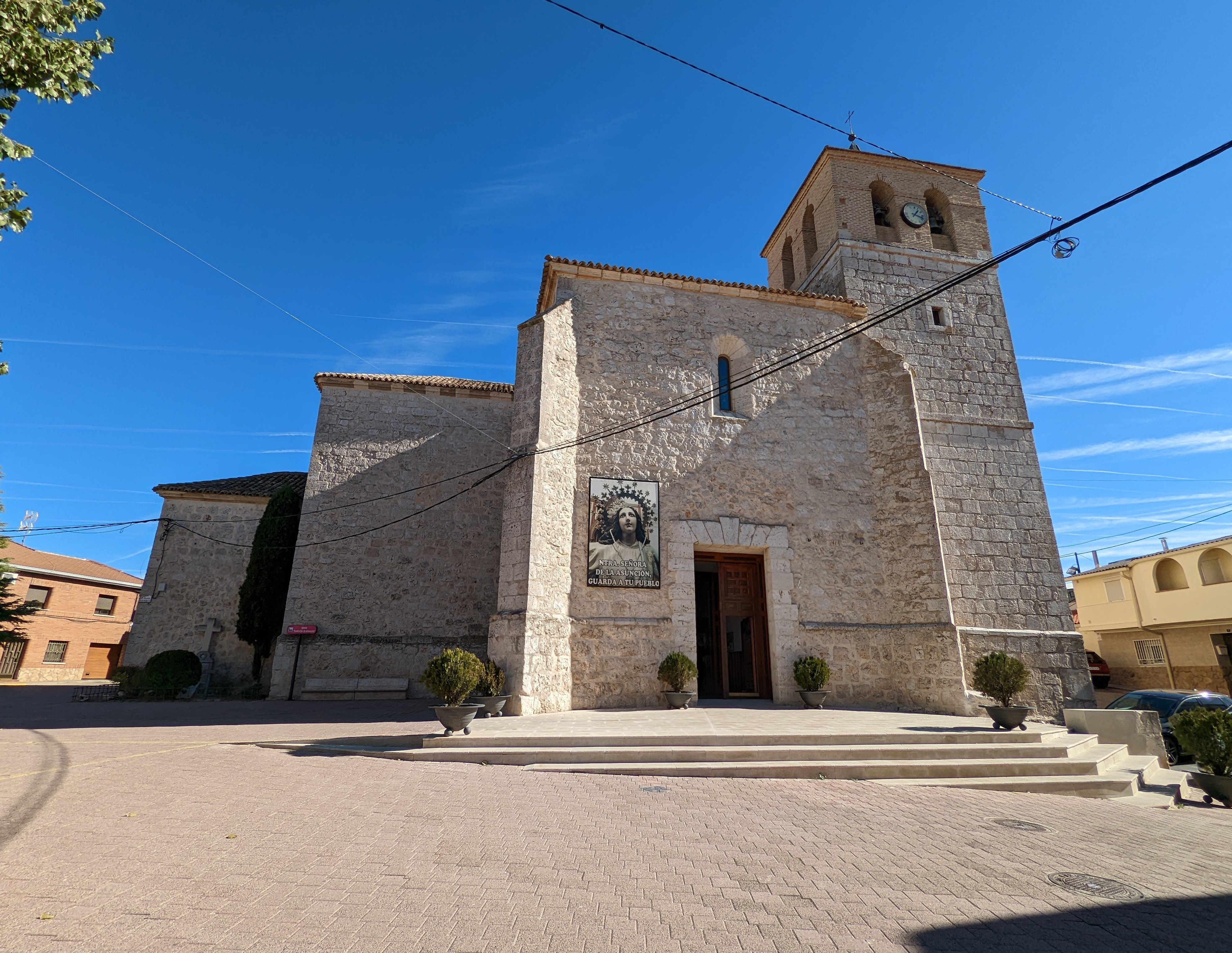
Iglesia parroquial de Nuestra Señora de la Asunción

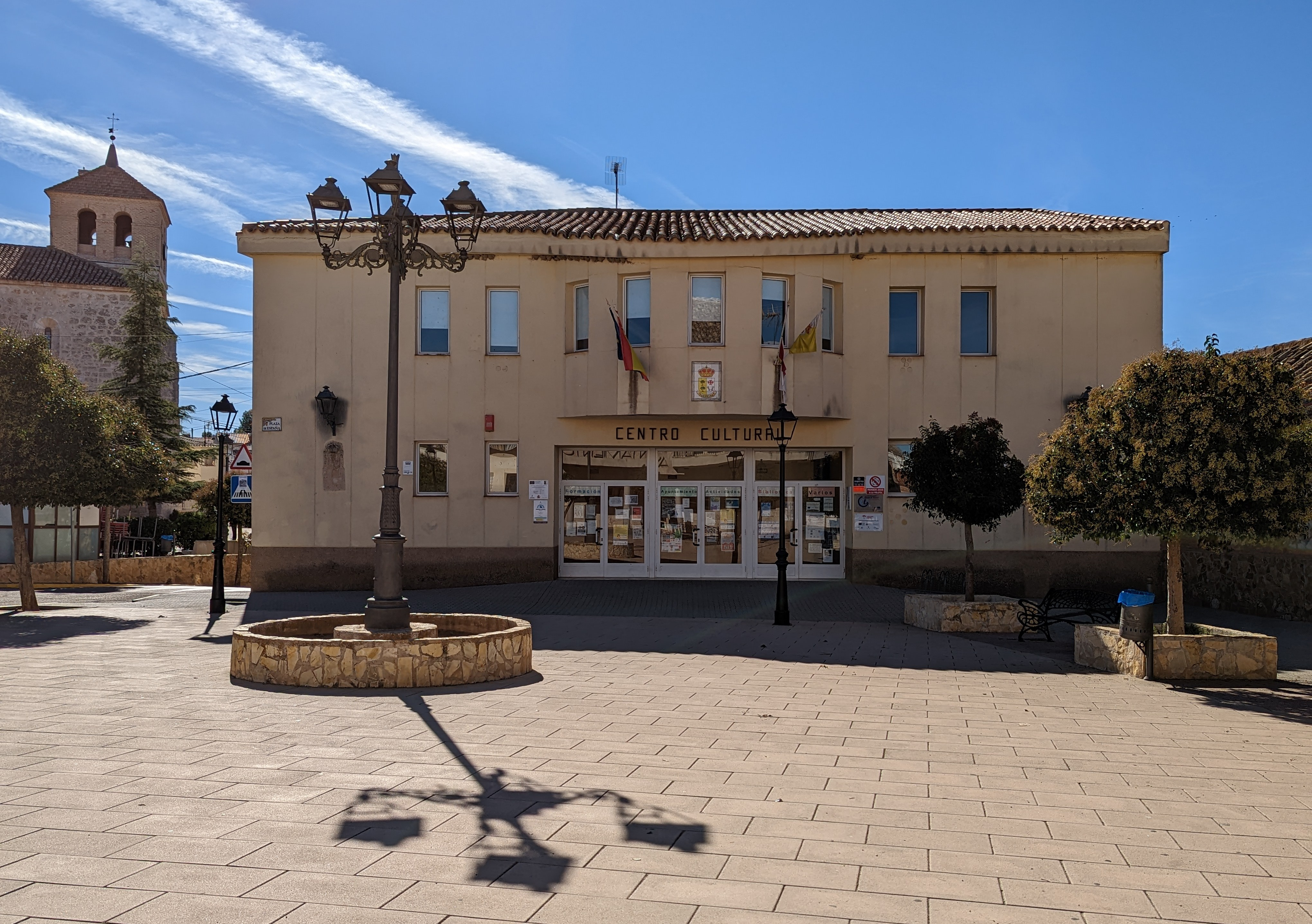
Centro cultural

Centro cultural e iglesia parroquial

A destacar la iglesia parroquial de Nuestra Señora de la Asunción. Data del siglo XVI, y su estilo arquitectónico es renacentista.  Consta de una sola nave, con dos capillas laterales, que se le agregaron en el siglo XVII y que convierten la planta del edificio en una planta de cruz latina. En el lado derecho de la fachada principal u occidental se alza la torre de tres cuerpos. Los dos primeros son de finales del siglo XVI y el tercero del siglo XVIII. El material de construcción es principalmente la piedra caliza, aunque el último cuerpo de la torre está realizado en ladrillo. El resto de la torre presenta sillares bastante grandes y regulares, que contrastan con los sillares irregulares del resto de la construcción. La torre es de planta cuadrangular. En el primer vano no hay vanos, en el segundo solamente uno en cada frente y en el tercero se abre el campanario con parejas de arco de medio punto en cada costado y un reloj en el lado oeste.  Toda la construcción se cubre con un tejado a cuatro aguas.  La fachada principal es sencilla y austera, como todo el edificio. Presenta una portada adintelada, con dos dovelas muy destacadas y un vano en forma de arco de medio punto, en el eje central, sobre la puerta. Existen contrafuertes que refuerzan el edificio y soportan los empujes de la bóveda en todo el perímetro de la iglesia; uno en cada ángulo de la nave y dos en los lados menores o exteriores de las capillas.  Al interior, la única nave se divide en tramos cubiertos por bóvedas de arista. En el presbiterio se encuentra un moderno retablo de madera dividido en tres cuerpos de distinto tamaño. En el inferior se encuentran pinturas de los evangelistas, el central lo preside la imagen de Nuestra Señora de la Asunción, titular de la parroquia y rematando el conjunto, un Cristo crucificado. Las dos capillas que se anexionan en el siglo XVIII (una en cada lado de la nave y enfrentadas) son barrocas y se cubren con falsas cúpulas sobre pechinas, que no sobresalen al exterior. La del lado norte o lado del Evangelio está dedicada a San Isidro y la del lado sur o lado de la Epístola, al Santísimo Cristo de la Misericordia. Al igual que la nave, estas capillas se revisten de yesería en su interior. En los pies del edificio se encuentran: la sacristía, en el lado sur, y un coro alto, al que se accede por una estrecha escalera en el lado del Evangelio.

## Fiestas
- 15 de marzo: fiesta de San Raimundo Abad. Se celebra con una misa, exposición de la reliquia y una merienda en el centro cultural.
- Abril: jueves de Cuaresma o La Vieja. Esta fiesta es variable y dura un día. Se celebra el jueves que media la Cuaresma, dependiendo de la Semana Santa. Los vecinos de Ciruelos acuden al campo a comer, entre otras viandas, el típico hornazo.
- Del 3 al 10 de mayo: Cruz de mayo y Cristo de la Misericordia. Son las fiestas patronales de Ciruelos. Dura 7 días y se celebra el primer fin de semana de mayo, coincidiendo con las fiestas de la Cruz de Mayo. En el día del Cristo se subastan los oficios, al tiempo que se baila la bandera. Se organizan en un círculo, en la plaza, tanto autoridades como el comprador de los oficios del año pasado. Este último es el que hace bailar la bandera en primer lugar. La tradición dice que todo aquel que quiera bailar la bandera pide permiso al alcalde. Al comienzo de las fiestas se celebra la Semana Cultural, con bailes, teatro,... Para continuar con la clásica verbena, procesiones, fuegos artificiales y juegos infantiles. Las fiestas ponen su punto final con las giras al campo, que consiste en una comida familiar en el campo.
- 15 de agosto: fiesta de Nuestra Señora de la Asunción. En agosto, el día 15, se celebra el día de Nuestra Señora de la Asunción. La Asunción se celebra el día 15 porque fue este día cuando, tras abrir el sepulcro de la Virgen, se encontraron una gran cantidad de flores en lugar del cadáver, señal de que Jesús había resucitado a su Madre y la había llevado al cielo. Por ser un día del mes de agosto, momento en que mucha gente está de vacaciones, se organizan todo tipo de actos lúdicos.